# Lepus callotis
Lepus callotis е вид бозайник от семейство Зайцови (Leporidae). Видът е почти застрашен от изчезване.

## Разпространение
Разпространен е в Мексико (Агуаскалиентес, Веракрус, Гереро, Гуанахуато, Дуранго, Идалго, Керетаро, Мексико, Мичоакан, Морелос, Оахака, Пуебла, Сакатекас, Сан Луис Потоси, Сонора, Тласкала, Халиско и Чиуауа) и САЩ (Ню Мексико).